# Доле Мина
Доле Мина (холандски: Dolle Mina; Луда Мина) била је холандска феминистичка група и покрет који потиче из Социјалистичке омладине 1969. године. Доле Мина је покрет који је имао за циљ побољшање полажаја и права жена али и мушкараца у периоду између 1970. и 1978. године.

## Настанак
У првом феминистичком таласу, од око 1880. до 1925. године, феминисткиње су тежиле ка томе да жене добију право на активно и пасивно гласање као и приступ факултету и универзитету. Овај покрет је био утишан након што су постигнути главни циљеви али и због економске кризе око 1930. године. Током ратних година, 1939—1945, размишљање о улози жена драматично се променило. У послератним годинама радно време је такоће делимично промењено. Жене које су радиле у фабрикама послате су кући, искључне су из синдиката и других друштвених организација. Нови морал је био тај да се од жене генерално не очекује да ради ван куће и да су оне биле срећне што су се бринуле о својим супружницима, подизале децу и водиле рачуна о домаћинству. У Холандији су запослене жене након ступања у брак одмах добијале отказ и то је било регулисано законом за државне службенике. У Холандији удате жене нису могле самостално вршити правне акте као што је склапање уговора (неспособност за рад). Током шездесетих година поново се појавио феминистички покрет, посебно у западним земљама међу женама широм света, из незадовољства социјалним ставом али делом и због контрацепцијске пилуле која је омогућавала спречавање нежељене трудноће. Овај период назива се други феминистички талас а у Холандији је акциона група Доле Мина била важан и добро познати део тога.
У јесен 1969. иницијатори су били Dunya Verwey, Michel Korzec, Alex Korzec и Rita Hendriks. Уброзо су се њима укључили Anne Marie Philippens и њен супруг Huub. Од самог почетка најактивнији чланови Доле Мина били су Nora Rozenbroek, Friedl Baruch, Claudette van Tricht, Selma Leydesdorff, Marjan Sax, Miklos Racz, Loes Mallée и Henriëtte Schatz. Током окупације Maagdenhuis раније те године је Dunya Verwey приметила да само мушкарци активисти воде главну реч док жене само спремају сендвиче. Током истог периода су се Nora Rozenbroek, Rita Hendriks и њен супруг Alex Korzec суочавали у свакодневном раду и животу са практичним последицама неједнакости између мушкараца и жена.
Доле Мина је покушавала и успевала да разним, јавним и свакодневним кампањама скрене пажњу на неједнака права мушкараца и жена. 
Од октобра 1968. године постојала је група Man Vrouw Maatschappij која је заједно с акционом групом PvdA покушала да изврши притисак на парламент и јавну администрацију како би побољшала права жена и њихов положај у друштву. Оснивачи Доле Мина сматрали су MVM као неку врсту конформистичког клуба с другим циљевима и методама. Други гланови Доле Мина сматрали су MVM превише реформатистичким: они су себе видели као чланове новог "основног покрета" који је имао за циљ темељније промене у друштву. Према њима, требало би да постоји демократско социјалистичко друштво а све врсте група у саставу социјалног живота морају бити мобилисане у њему.

## Основни циљеви покрета
- Једнака зарада за једнак рад
- Више и боље сексуално образовање и васпитање
- Борба против двоструког сексуалног морала
- Добра контрацепција
- Само-одлучивање о абортусу ("Шеф у сопственом стомаку")
- Једнако васпитање за дечаке и девојчице
- Ширење броја дечијих центара
- Сигурна дечија игралишта
- Без улоге роба за домаћицу
- Без подређености венчане мајке
- Посао за удату жену, ако је то њена жеља
- Јавни тоалети такође за жене
- Сви програми образовања доступни и женама
- Унапређење и демократизација образовања
- Мушкарци морају бити у могућности да одбију услугу
- Против избора за мис (‘Missverkiezing’)

## Прва кампања
Амстердамска група је осмислила велики број кампања које су и те како доспевале у жижи јавности. Прва акција је наступила 23. јануара 1970. године. Реч је о окупацији дворца Nijenrode, у којем се налазила Пословна школа која до тада није прихватала женске студенте. Извршном одбору овог института снажно се обратила Nora Rozenbroek. Ова акција завршила се јавним спаљивањем корсета крај статуе Wilhelmin–е Drucker, умитирајући феминисткиње из првог таласа који су јавно спалиле своје корсете. У свим новинама је било речи о овој кампањи а у вечерњим сатима постојао је програм актуелних дешавања Brandpunt у којем је Rita Hendriks јавно упозоравала све мушкарце.

### Телевизијско емитовање
Дана 24. јануара 1970. године оптпочео је други дан кампање са групом људи која је испред градске управе у Амстердаму разговарала са свадбеним паром са парафразом "waar werd oprechter trouw( ...". Све ово било је снимљено и пренесено од стране VPRO. Затим је група прошла кроз град покривајући мушке тоалете ружичастим тракама ( није постојао јавни тоеалт за жене ) и тиме захтевале равносправност.

### Име
Назив Доле Мина заснива се на једној од првих феминисткиња из Холандије, Вилхелмина Друкер (Wilhelmina Drucker), (1847—1925). Рођена је у Амстердаму и сматрана је веома радикалном и фанатичном феминисткињом. Један од њених надимака био је „Гвоздена Мина”. Група жена које су се састале у септембру 1969. у припреми другог феминистичког таласа, сматрала је да је назив „Гвоздена Мина” превише груб. па је изабрала Доле Мина као име за своју акцију. Њено презиме је званично гласило Lensing, а не Drucker. Рођена је 1847. године као друга ћерка неудате мајке Constantia Christina Lensing. Њен отац, Louis Drucker, никада је није признао као закониту ћерку, али је она свакако задржала очево презиме. Околности у којима је одрастала су такође одиграле одлучујућу улогу у њеном даље м животу. Одмалена је научила да буде самостална и независна и у великој мери се бринула о судбинима самохраних мајки и напуштене деце. Након смрти њеног оца који је 1884. године преминуо Wilhelmina је остала без икаквог наслеђа који је у потпуности припао њеном полубрату, касније познати адвокат и посланик - H. L. Drucker. Објављивањем књиге заједно са својом сестром под називом „George David”, покушала је али безуспешно да разради и објасни на који начин се њихов отац опходио према њима. 

## Ширење покрета
Кампање које су спровођене направиле су прави талас публицитета, не само у Холандији већ и у мећународној штампи. За регистрацију људи који су желели да постану чланови, било је потребно успостављање сталне телефонске службе у такозваном „ акционом центру". Женама и мушкарцима се саветовало да на својим местима оснују своја одељења, што се заправо и догодило у многим деловима земље. Многе креативне кампање су биле права прилика за штампу да говори и пише о Доле Мини, њеним мишљењима и циљевима.У наредним недељама и месецима уследиле су различите кампање широм земље пропраћене многим интервјуима који су касније објављени у новинама. 
Доле Мина је киднаповала филмског сценаристу Pim de la Parra током кинематографских избора (Cinemissverkiezing), у подруму градског парламента у Утрехту. Након тога је уследила велика порука на насловној страни Т елеграф а (De Telegraaf), „ Dolle Mina киднапује мушкарце ". Једна од најпопуларнијих фотографија била је с инвазије на конгресу гинеколога на којем су се чланови Доле Мине појавили са голим стомацима на којима је писало „ Шеф у сопственом стомаку ". 
Амстердамска Доле Мина путовала је широм града али и земље како би држала говоре на вечарама које су организоване од стране центара за заједницу. Појавила се и на Слободном универзитету (Vrije Universiteit van Brussel) у Бриселу и једне вечери на ( Volksunie) унији синдиката у Антверпену. Након тога уследиле су све врсте телевизијских наступа у Холандији и Немачкој. На иницијативу Нестлеа, група Доле Мина отишла је у Бон, тадашњи главни град Савезне Републике. Тамо су се на реци Рајни на једном броду окупиле с политичарима, уредницима магазина и женама из Немачке које су контактирале актвистикње у Амстердаму. Извештаји о томе доспели су на немачким телевизијским каналима али и у великим илустрованим часописима. У сарадњи са Renate Rubinstein активисткиње су допринуле развитку женског магазина Margriet. Њихов сопствени часопис, Еволуција, са истим насловом као и часопис Wilhelmin –е Drucker продавао се на улици.
Касније се овај покрет проширио и на Сједињене Америчке Државе где се Michel Korzec упознао са новооснованим женским ослободилачким покретом (Women's Lib) и покретом црне снаге (Black Power). Односно, упознао се с методом "самосвести" америчког женског и грађанског покрета, у којем вршњаке окупљају у малим групама и лично ојачавају разменом искустава. 

### Подгрупе
У Холандији су активне разне подгрупе. Група за абортус је била веома успешна, која је водила кампању за легализацију абортуса. Активан међу њима био је Hennie de Swaan. Постојала је и група " 'Broodje mee", која је промовисала боље смештаје за децу. Фотографкиња Eva Besnyö испунила је важну функцију унутар акционе групе. Године 1974. основана је посебна акциона група која се борила за легализацију абортуса под називом Wij Vrouwen Eisen. 

## Ширење покрета
После неког времена, група из Амстердама почела је да тражи начине организовања покрета. Организовани су конгреси у којима се дискутовало о контрадикцијама између анархистичких и марксистичких покрета и где су сва одељења широм земље реаговала против "централног руководства" у Амстердаму, у којем би доминирали мушкарци. Око 1972. године из групе Доле Мина појавиле су се и друге феминистичке групе, као што је Paarse September, састављена од групе лезбијки с потпаролом Maaike Meijer. Многе присталице придружиле су се женским групама за разговор и / или су постале активне у другим организацијама. Доле Мина као група пала је у заборав, али њене идеје, анализе и методе су се и даље развијале и пропагиране су у много ширим покретима.

## Доле Мина данас
Доле Мина је и даље позната широј јавности као симбол послератног феминизма. Остала је запамћена као група младих девојака с великом храброшћу, које су захтевале промену уз безброј различитих кампања. Међутим, неке од тих кампања су и даље актуелне. Еманципација још увек постоји у свету. Постигнућа као што су једнаке зараде и могућности за мушкарце и жене, боља брига о деци, сексуална слобода и нова подела улога између мушкараца и жена још увек су предмет социјалне дебате.